# Phoradendron linearifolium
Phoradendron linearifolium är en sandelträdsväxtart som beskrevs av August Wilhelm Eichler. Phoradendron linearifolium ingår i släktet Phoradendron och familjen sandelträdsväxter. Inga underarter finns listade i Catalogue of Life.